# سیارک ۱۵۵۲۲
سیارک ۱۵۵۲۲ (به انگلیسی: 15522 Trueblood، نامگذاری:1999XX136) پانزده هزار و پانصد و بیست و دومین سیارک کشف شده‌است که در ۱۴ دسامبر ۱۹۹۹ کشف شد.
قدر مطلق سیارک برابر ۱۴٫۰۰ است.